# Sealab 2021
Sealab 2021 è una serie televisiva animata statunitense del 2000, creata e sceneggiata da Adam Reed e Matt Thompson. 
Sequel satirico di Sealab 2020, serie animata degli anni '70 prodotta dalla Hanna-Barbera, è ambientato nell'anno 2021 sotto la superficie dell'oceano, dove si affaccia un impianto tecnologico noto come Sealab. L'equipaggio principale è composto da Capitano Murphy, Tenente Sparks, Debbie, Stormy, Dott. Quinn e Marco, incaricati di portare avanti le esplorazioni nell'oceano per una possibile colonizzazione subacquea. In seguito alla morte dell'attore Harry Goz (doppiatore di Murphy), il suo personaggio è stato sostituito da Tornado Shanks, interpretato da suo figlio Michael Goz, durante il corso della terza stagione. La serie è strutturata principalmente sulla commedia sul posto di lavoro ed è una combinazioni di filmati e animazioni riciclate dalla serie originale con un dialogo riscritto caratterizzato da umorismo nero e surreale, oltre all'utilizzo di gag ricorrenti e riferimenti alla cultura pop.
Sebbene vari autori di Sealab 2020 si opposero al riutilizzo dei loro personaggi, la produzione è andata avanti nella serie.
Nata come spin-off di Space Ghost Coast to Coast, la serie è stata trasmessa per la prima volta negli Stati Uniti su Cartoon Network il 21 e 30 dicembre 2000 e su Adult Swim dal 2 settembre 2001 al 24 aprile 2005, per un totale di 52 episodi ripartiti su quattro stagioni. È stata una delle quattro serie originali, insieme ad Aqua Teen Hunger Force, The Brak Show e Harvey Birdman, Attorney at Law, ad essere prodotta da Williams Street prima dell'inaugurazione del blocco televisivo a tarda notte Adult Swim.

## Genere e struttura
La serie è una parodia di Sealab 2020 (e in generale della serie animate degli anni '60 e '70 della Hanna-Barbera) rappresentata attraverso la combinazione di filmati e animazioni riciclate con un doppiaggio caratterizzato da una varietà di gag. In gran parte riutilizza l'animazione di Sealab 2020, sostituendo le trame ambientaliste originali con umorismo nero e surreale e includendo animazioni originali per necessità di elementi negli episodi. Gli episodi condividono raramente una continuità o una trama in corso, con l'intero Sealab che viene distrutto alla fine della maggior parte degli episodi per poi tornare alle sue condizioni originali nell'episodio successivo. Allo stesso modo, i membri dell'equipaggio vengono spesso uccisi orribilmente per poi tornare illesi successivamente. Nel corso della serie sono presenti gag ricorrenti come la catena di ristoranti "Grizzlebee's" (parodia di Applebee's e Bennigan's) e i personaggi Der Kapitan e Chopper Dave. Sealab 2021 contiene vari riferimenti alla cultura pop degli anni 1980-2000 e a serie animate come Butch Cassidy.
Durante la produzione della terza stagione, con la morte del doppiatore Harry Goz che interpretava il Capitano Murphy, la serie ha risentito di un importante cambiamento di tono. Gli elementi surreali della serie sono stati per la maggior parte rimossi, sperimentandoli in episodi specifici e durante gag ricorrenti come la relazione tra Debbie e Quinn, la morte apparente di Marco e l'introduzione di Sharko, il figlio mezzo squalo e mezzo umano di Marco. Oltre al cambio di stile rispetti ai precedenti episodi, questi presentavano anche molte più animazioni originali e elaborate.
Nell'episodio finale Legacy of Laughter, i personaggi hanno usato il nome del loro doppiatore, rompendo la quarta parete e mostrando i momenti migliori della serie, impegnandosi successivamente in un Q&A con gli spettatori.

## Trama
La serie è ambientata nell'anno 2021 sotto la superficie dell'oceano, dove si affaccia un impianto tecnologico, il Sealab. Il Sealab è una stazione scientifica multinazionale dedita alle ricerche e alle esplorazioni sottomarine. L'equipaggio di Sealab è incaricato per l'esplorarazione del territorio, per una possibile colonizzazione subacquea. Tuttavia, anche se la maggior parte dell'agenzia è finanziata dal governo, il Sealab si occupa comunque di alcuni malcontenti che sono stati assunti per il lavoro, nel settore privato. Di solito, questi, non fanno mai nessuna ricerca subacquea e trascorrono la maggior parte del tempo a combattere tra di loro.

## Episodi
| Stagione         | Episodi | Prima TV USA | Prima TV Italia |
| ---------------- | ------- | ------------ | --------------- |
| Prima stagione   | 13      | 2000-2002    | inedita         |
| Seconda stagione | 13      | 2002-2003    | inedita         |
| Terza stagione   | 13      | 2003-2004    | inedita         |
| Quarta stagione  | 13      | 2004-2005    | inedita         |

## Personaggi e doppiatori

Da sinistra: Capitano Murphy, Debbie, Stormy, Dott. Quinn e Marco

### Personaggi principali
- Capitano Hazel "Hank" Murphy (stagioni 1-4), doppiato da Harry Goz.
Il leader del Sealab, anche se la sua qualifica è abbastanza discutibile. Di solito lo si trova vagabondare sul ponte, trascurando i suoi doveri. Trascorre il suo tempo partecipando a truffe o a organizzare scherzi generalmente causando scompiglio tra i membri dell'equipaggio, che poi deve risolvere tutti i problemi che ha causato. L'unico episodio in cui lo si vede agire in modo più responsabile è 7211, che riproduce molto fedelmente l'originale Sealab 2020. Il Capitano Murphy è una chiara parodiadel Capitano Mike Murphy di Sealab 2020. Nonostante la sua carica, Murphy è molto incompetente e in più di un'occasione, si è pensato che Murphy, in realtà, è impazzito a causa della quantità di tempo trascorsa sott'acqua. Tuttavia, l'equipaggio non fa caso ai comportamenti scorretti del capitano e di solito eseguono i suoi ordini, anche quando sanno che ciò porterà alla morte dell'intero Sealab. Murphy ha una paura profonda dei doppelgänger e soprattutto delle torce elettriche. Murphy è apparso anche nell'episodo in due parti Avventure in fondo al mare, della serie animata Archer.
- Capitano Bellerophon "Tornado" Shanks (stagioni 3-4), doppiato da Michael Goz.
Un allenatore di calcio in pensione e insegnante di salute e igiene che ha perso il lavoro perché ha schiaffeggiato uno dei suoi studenti. Trovò l'annuncio di aiuto per il Sealab e qui divenne il nuovo capitano, nonostante non avesse alcuna esperienza. Shanks è del Texas ed è il più giovane dei suoi tanti fratelli. Verso la fine della serie, ha cambiato il suo accento del Sud, affermando che alcuni suoi spettatori pensavano che fosse gay. Caratterialmente è molto simile al Capitano Murphy. Tuttavia, Shanks è molto più intelligente di Murphy e sa persino che il Sealab è un programma televisivo. Poiché Shanks non ha tanta esperienza, chiede suggerimenti da parte del resto dell'equipaggio, anche se di solito i risultati sono disastrosi.
- Tenente Jodene Sparks (stagioni 1-4), doppiato da Bill Lobley.
L'operatore radio del Sealab. Sparks è una parodia del tenente dall'omonimo nome di Sealab 2020. Sparks usa quasi sempre la radio per i propri scopi personali, arrivando persino a scollegare le trasmissioni più importanti. In genere si muove con la sua sedia da ufficio,  probabilmente perché è paralizzato o semplicemente perché è pigro. Oltre al Sealab, Sparks gestisce segretamente una distilleria e spesso prende parte ad una vasta gamma di altre attività illegali. Occasionalmente serve come voce regionale per il suo equipaggio, in particolare per Murphy. Tuttavia, è spesso la causa di tanti problemi all'interno del Sealab. È claustrofobico.
- Debbie "White Debbie" DuPree (stagioni 1-4), doppiata da Kate Miller.
Una biologa marina e una delle sole due femmine adulte presenti sulla base. È una parodia di Gail di Sealab 2020. È bionda ed è spesso oggetto di interesse, soprattutto sessuale, da parte degli uomini del Sealab. Ha una relazione sessuale con il dottor Quinn. Gli sbalzi d'umore di Debbie sono un problema costante per l'equipaggio.
- Derek "Stormy" Waters (stagioni 1-4), doppiato da Ellis Henican.
Un ragazzo di bell'aspetto, privo di intelligenza e di qualsiasi qualifica. Nonostante ricopra la carica di capitano di corvetta, non viene mai visto svolgere questa mansione, preferendo di bighellonare in giro per il Sealab e agendo talvolta come scagnozzo o assistente di qualcuno. Lavora al fianco di Quinn, che spesso è vittima dell'ignoranza di Stormy. Ha dimostrato abilità nel funzionamento del sommergibile Deep Diver, sia come pilota che come mitragliere, oltre a saper utilizzare altri gadget tecnologici; nonostante ciò la maggior parte delle volte si comporta da irresponsabile. Non viene gradito dagli altri membri dell'equipaggio, che lo maltrattano e cercano di allontanarlo. Come Murphy, è un "alviano" orgogliosamente praticante.
- Dott. Quentin Q. Quinn (stagioni 1-4), doppiato da Brett Butler.
L'ufficiale scientifico del Sealab. È un afroamericano estremamente intelligente con un quoziente intelletivo pari a 260 e possiede dei dottorati in diverse discipline scientifiche. Dopo essere cresciuto in grande povertà, ha deciso di impegnarsi nel lavoro a differenza degli altri membri dell'equipaggio. Nonostante sia considerato un guastafeste dagli altri, è spesso l'unico membro dell'equipaggio responsabile e l'unica voce della ragione. È estremamente vanitoso e incline a scatti di ira quando non si sente apprezzato. Spesso tenta di impedire che i piani discutibili di Murphy vengano attuati. Ha una relazione con Debbie Dupree. Ha rivelato di abitare in un corpo robotico di sua progettazione.
- Marco Rodrigo Diaz de Vivar Gabriel Garcia Marquez (stagioni 1-4), doppiato da Erik Estrada.
L'ingegnere della stazione. È molto forte e muscoloso e parla con un accento spagnolo. Solitamente esclama parole casuali in spagnolo nonostante non sappia parlare la lingua. È incline alla violenza, sia per la difesa dell'equipaggio che contro di loro. Discute spesso con Murphy dei suoi metodi di gestione del Sealab. Va d'accordo con la maggior parte del gruppo, specialmente con Sparks e Quinn.

### Personaggi ricorrenti
- Hesh Hepplewhite (stagioni 1-4), doppiato da MC Chris.
L'operatore del reattore del Sealab e, il più delle volte, il loro capro espiatorio. Parla con una voce nasale e ha l'abitudine di riferirsi continuamente a se stesso in terza persona. È ebreo ed è molto intelligente e lamentoso, cosa che lo porta a non essere apprezzato dalla maggior parte dell'equipaggio. Non ha una reale comprensione su come funziona il reattore e generalmente deve munirsi della guida di Quinn quando c'è un problema. Le sue interazioni con la macchina sono generalmente inutili o distruttive.
- Dolphin Boy (stagioni 1-4).
Un ragazzino paffuto che parla attraverso versi di delfino. Orfano del Sealab, è membro della classe di Black Debbie. Quando viene tradotto fa generalmente affermazioni inoffensive e ingenuamente infantili, che vengono derise da parte del resto dell'equipaggio. Spesso viene preso di mira e ucciso senza motivo.
- Debbie "Black Debbie" Allison Love (stagioni 1-4), doppiata da Angela Gibbs.
Un insegnante della scuola di orfani del Sealab. Ha avuto una relazione con Marco e ha frequentato Sparks per un breve periodo. È un'ex vincitrice del trofeo Heisman.
- Dott. Ilad Virjay (stagioni 1-4), doppiato da Adam Reed.
Il medico ufficiale della stazione e chirurgo interno, noto per il suo forte accento indiano e per la sua personalità pacata e riflessiva. Si è laureato terzo nella sua classe presso il Liceo Medico del Mescutabuti. Pratica il "manduismo". È anche il custode della sezione ristorante del Sealab.
- Sharko (stagione 4), doppiato da Matt Thompson.
Uno squalo con le gambe e le braccia. È nato in seguito a un rapporto tra Marco e una femmina di squalo che ha tradito suo marito. È lamentoso e ingenuo e, a differenza di suo padre, non conosce lo spagnolo. Solitamente viene protetto da Debbie.

## Produzione

### Ideazione e sviluppo
L'ideazione della serie risale al 1995, quando i creatori Adam Reed e Matt Thompson hanno iniziato a lavorare nel reparto on-air come assistenti alla produzione di Cartoon Network. Secondo Adam Reed, l'obiettivo era di ridoppiare un cartone animato poiché all'epoca "non sapevano come montare". A causa del budget economico, Reed e Thompson hanno supposto tre serie da poter ricreare: Sealab 2020, Napo orso capo e Butch Cassidy. In seguito hanno deciso di scegliere Sealab 2020 poiché gli altri due erano meno conosciuti al pubblico e per concentrarsi su una commedia sul posto di lavoro. I due hanno riscritto il dialogo di un episodio di 22 minuti della serie corrispondendolo al movimento delle labbra, tuttavia è stato rifiutato da Cartoon Network. Reed e Thompson hanno deciso quindi di trasferirsi a New York per lavorare dietro le quinte per Showtime e nel frattempo hanno imparato a modificare i video e a creare animazioni limitate. Nel 1999, Reed e Thompson erano indecisi se continuare l'idea di Sealab 2021 o di un'altra serie animata intitolata Care Bears, con protagonisti tre orsi che guidavano delle motociclette, che avevano quasi completato. I due hanno scelto Sealab 2021 per dedicarsi alla commedia sul posto di lavoro, questa volta prelevando i personaggi della serie e creando animazioni e sfondi originali, portando Cartoon Network a comprare la serie. Allo stesso tempo, l'ex vicepresidente esecutivo Mike Lazzo ha consigliato e indirizzato Reed e Thompson al suo imminente blocco televisivo per adulti Adult Swim, che sarebbe stato trasmesso a tarda notte su Cartoon Network dal 2001.
I due hanno iniziato a lavorare sulla serie, aiutandosi reciprocamente sotto la loro società 70/30 Productions in cui uno componeva il 70% della produzione e l'altro il 30% della scrittura, alternandosi durante il corso degli episodi. Il budget per ogni episodio della prima stagione è stato di circa 33.000 dollari.
Durante il corso della terza stagione, la serie ha risentito di un importante cambio di stile in seguito alla morte del doppiatore Harry Goz, noto per la sua interpretazione del Capitano Murphy. Sebbene la serie non abbia un personaggio principale ufficiale, Murphy era considerato il "punto focale della serie e l'attrazione principale per molti spettatori". I creatori hanno deciso di continuare la produzione di altri episodi, focalizzandosi sugli altri personaggi e aggiungendone altri di minore importanza. Murphy è stato successivamente sostituito dall'ex allenatore di calcio Tornado Shanks, doppiato dal figlio Michael Goz, che tuttavia non è stato accolto positivamente dalle fanbase.
Nell'episodio della quarta stagione Legacy of Laughter, trasmesso il 24 aprile 2005, che prevede un'intervista con i personaggi principali della serie, l'equipaggio ha promosso un'anteprima della successiva stagione che si conclude con la rivelazione che Sealab 2021 non è stato rinnovato dalla rete, seguito dai ringraziamenti di 70/30 Productions e il cast della serie. In seguito alla pubblicazione della quarta stagione in DVD è stato reso disponibile un finale alternativo dell'episodio con le reazioni dei doppiatori alla cancellazione della serie, oltre a un quattordicesimo episodio extra dal nome Nightshift, non pianificato per la trasmissione.

### Stile e animazione
Sealab 2021 utilizza principalmente animazione riciclata da Sealab 2020, serie animata degli anni '70 prodotta da Hanna-Barbera, includendo elementi e personaggi originali per necessità di trama. Durante il corso della serie, le trame più elaborate hanno comportato sempre più animazioni originali. La produzione è stata realizzata ad Atlanta con la casa di produzione 70/30 Productions dei creatori Adam Reed e Matt Thompson. Animazioni aggiuntive sono state fornite dallo studio Radical Axis di Atlanta.
Il processo di animazione ha coinvolto principalmente Neal Holman, Mack Williams, Ed Mundy e Christian Danley, che hanno disegnato tutti gli elementi originali con il software Adobe Photoshop e composti su Adobe After Effects, con l'animazione realizzata da Mack e Ed. Le clip animate vengono quindi assemblate con un software di video editing di Media 100, con gli effetti grafici realizzati su computer full tower Mac G4 (e successivamente G5) in dual processor.
Per completare ogni episodio, il cast ha impiegato circa tre o quattro settimane. Alcune trame più elaborate hanno comportato anche mesi o anni tra riscritture e accantonamenti, come accaduto con l'episodio Dearly Beloved Seed che ha attraversato una lunga fase di produzione.

## Sequenza di apertura
In un'intervista del 1999, la band Calamine ha rivelato di aver registrato un brano per un imminente serie animata di Cartoon Network basata su Sealab 2020. Il brano, intitolato Sealab, è stato registrato e prodotto interamente da Julie Stepanek a casa sua, come parte di quattro tracce pensate per l'episodio pilota originale della serie.

## Distribuzione

### Trasmissione internazionale
- 21 dicembre 2000 negli Stati Uniti d'America su Cartoon Network;[3]
- 2 settembre 2001 negli Stati Uniti d'America su Adult Swim;
- 19 ottobre 2002 nel Regno Unito e Irlanda su CNX;
- 2002 in Australia su Adult Swim;[14]
- 9 ottobre 2005 in America Latina e Spagna su Adult Swim;
- 26 marzo 2007 in Russia su 2x2 (Adult Swim);
- 15 agosto 2007 in Nuova Zelanda in DVD;
- 5 settembre 2007 in Canada su Teletoon at Night;[15]
- 8 maggio 2017 in Germania su TNT Comedy;[16]

### Edizioni home video
Negli Stati Uniti, i DVD della serie sono stati rilasciati in 4 volumi. Il primo volume è composto dai 13 episodi della prima stagione e le funzionalità del DVD includono finali alternativi per l'episodio I, Robot, scene eliminate, l'episodio pilota originale e scene non censurate proveniente da Radio Free Sealab. La musica utilizzata durante il menù principale è ripresa dalla sigla originale. Il secondo volume è composto dai 13 episodi della seconda stagione, con l'aggiunta di commenti audio in tutti gli episodi, un animatic per un episodio inizialmente intitolato Ronnie e altre funzionalità nascoste. La musica del menù è la sigla originale riprodotta al contrario. Il terzo volume contiene i 13 episodi della terza stagione, con l'inclusione di due episodi inediti, l'animatic di un terzo episodio inedito, commeti audio di 4 episodi e altre funzionalità. La musica utilizzata nel menù è il brano utilizzato nell'episodio Red Dawn. Il quarto volume è composto dai 13 episodi della quarta stagione, con l'aggiunta di finali alternativi e scene eliminate. Per quest'ultimo DVD, a differenza degli altri, Cartoon Network ha deciso di abbandonare il modello digipak a favore di una custodia Amaray più tradizionale. La musica utilizzata nel menù principale riproduce effetti sonori subacquei.
| Stagione | Episodi | Data di pubblicazione DVD | Data di pubblicazione DVD | Data di pubblicazione DVD |
| Stagione | Episodi | Regione 1                 | Regione 2                 | Regione 4                 |
| -------- | ------- | ------------------------- | ------------------------- | ------------------------- |
| 1        | 13      | 20 luglio 2004            | 27 aprile 2009            | 15 agosto 2007            |
| 2        | 13      | 1º febbraio 2005          | N/A                       | 9 aprile 2008             |
| 3        | 13      | 12 luglio 2005            | N/A                       | 8 ottobre 2008            |
| 4        | 13      | 8 agosto 2006             | N/A                       | 24 giugno 2009            |

## Accoglienza
Nel gennaio 2009, IGN ha elencato Sealab 2021 al 79º posto della "Top 100 Animated Series". Nel 2013, lo stesso sito ha inserito la serie al 22º posto nella lista delle 25 migliori serie animate per adulti.
Paul Di Filippo di Sci Fi Weekly, nella sua recensione del DVD della terza stagione, ha affermato che l'opinione generale dei fan sulla serie è diminuita drasticamente dopo la morte di Harry Goz.
Nel 2021, in occasione del 20º anniversario di Adult Swim, Nerdist ha accolto positivamente la serie affermando: "Una cosa è immaginare Sealab 2021. Un'altra è averlo sulle frequenze". Boston's Rock 92.9 ha pubblicato un articolo riguardo alla serie, descrivendola come una "rielaborazione magistrale di vecchi filmati di cartoni animati."

## Videogiochi
Sono stati pubblicati due videogiochi basati sulla serie: Sealab 2021: Time for Trouble e Sealab 2021: Sweet Mayhem.
Il primo è un videogioco per browser d'azione a scorrimento laterale, liberamente basato sull'episodio Lost in Time della prima stagione. Il giocatore deve manovrare Quinn oltre gli ostacoli per evitare che Stormy causi un altro squarcio nello spaziotempo. Inoltre contiene vari campioni vocali e gag prelevate dalla serie tuttavia, nello stile dei primi giochi arcade, al completamento di ogni livello viene generato un livello più difficile, continuando finché non si esauriscono le vite. Il gioco è stato pubblicato sul sito ufficiale di Adult Swim.
Il secondo è sviluppato da Flashbang Studios ed è uno sparatutto d'azione per giocatore singolo con prospettiva dall'alto, renderizzato in 3D con la tecnologia 3DVIA Virtools Physics Pack. A differenza del primo, è un videogioco commerciale e contiene una trama sviluppata su più episodi e filmati con nuovo materiale, scritto insieme ad Adult Swim. Il gioco è stato reso disponibile per il download sul sito ufficiale di Adult Swim, come parte della linea di videogiochi PowerPlay Studio in collaborazione con Cartoon Network. Sealab 2021: Sweet Mayhem è vincitore del premio Independent Games Festival del 2004.